# Agnes Goodsir
Agnes Goodsir (Portland, 18 giugno 1864 – Parigi, 11 agosto 1939) è stata una pittrice australiana.

## Biografia
Agnes Goodsir nacque in Australia nella città di Portland, ma visse quasi tutta la vita a Parigi. Figlia di David James Cook Goodsir, commissario doganale a Melbourne e di Elizabeth Archer, Agnes aveva dieci fratelli.

La sua educazione artistica iniziò con Arthur T. Woodward nella "Scuola delle miniere e delle industrie di Bendigo", dal 1888 al 1899. Nel 1899, alcuni suoi lavori furono estratti a sorte nella scuola, facendole assegnare una borsa di studio con la quale poté parzialmente finanziare un viaggio a Parigi, onde continuare e perfezionare i suoi studi d'arte. Negli anni che seguirono la prima guerra mondiale, infatti, vi fu un vero esodo di artisti australiani verso la Francia per vivere quell'effervescenza culturale così pregnante che caratterizzava l'Europa e, in modo particolare, la Ville Lumière. Pittori come Rupert Bunny, Stella Bowen e Max Meldrum furono attirati dal richiamo della Rive Gauche, mentre altri, come Margaret Preston e Grâce Crowley furono affascinati dallo sviluppo che le nuove idee sull'arte stavano avendo a Parigi nel periodo post-bellico.
Agnes Goodsir seguì i corsi dell'"Académie Delécluse", dell'Académie Julian e dell'Académie Colarossi. Dal 1912 alternò soggiorni a Londra e a Parigi, per poi stabilirsi definitivamente in quest'ultima città nel 1921 in rue de l'Odéon. La sua compagna di vita era Rachel Dunn, che ella raffigurò in diversi quadri, come "La Jupe chinoise" nel 1933, la "Fille à la cigarette" nel 1925, "La Lettre" del 1926 e "Le Thé du matin" nel 1925.
Di fermo orientamento omosessuale, Agnes fece parte dei circoli lesbici parigini negli anni 1920 - 1930.
I suoi lavori furono apprezzati e favorevolmente valutati. Ella espose al "Salon degli indipendenti", come anche a quello della "Société nationale des beaux-arts" per ben 30 anni, dal 1905 al 1935. In questo periodo espose anche alla Royal Academy of Arts e al "Royal Institute" di Londra.
Durante un breve ritorno in Australia, nel 1927, Agnes espose alla "Macquarie Galeries" di Sydney e alla Galleria di belle arti di Melbourne. Nel 1938, quattro suoi quadri ad olio vennero presentati alla manifestazione per il centocinquantesimo anniversario alla "NSW National Art Gallery".
Agnes Goodsir si spense a Parigi nel 1939, all'età di 75 anni. Lasciò tutte le sue opere alla sua compagna Rachel Dunn che ne inviò una quarantina in Australia alla famiglia di Agnes e ne regalò altre a delle gallerie australiane.
Le opere della Goodsir si distinguono per un marcato senso della composizione e della tecnica pittorica. Anche se ella dipinse numerose nature morte e numerose scene d'interni, il tema principale della sua arte fu il ritratto. Ne realizzò, infatti, molti, anche di personaggi noti come Katharine Goodson, Leone Tolstoi, Ellen Terry, Banjo Paterson, Bertrand Russell, Dame Eadith Walker, la Contessa Pinci e Benito Mussolini.
La Borsa di studio della Bendigo Art Gallery fu chiamata "Borsa Goodsir" in memoria dell'artista australiana..

## Galleria d'immagini

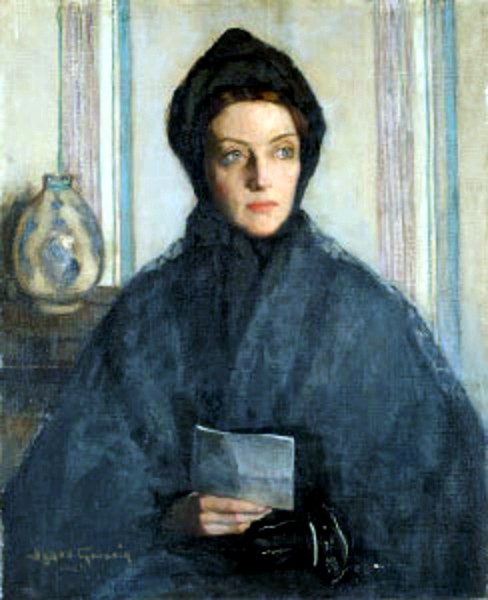
La lettera
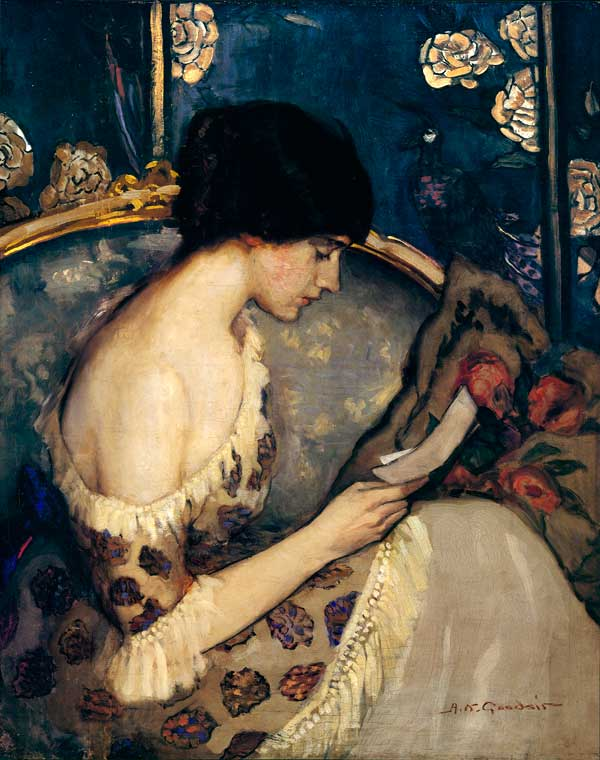
Ragazza sul divano che legge
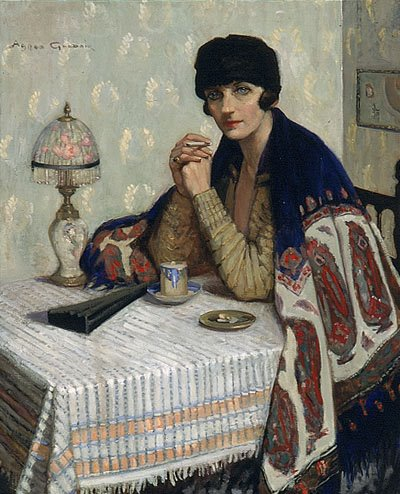
Ragazza con una sigaretta
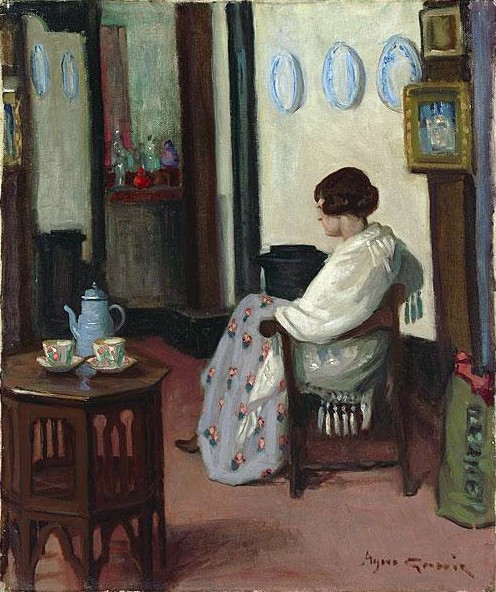
Donna in un interno
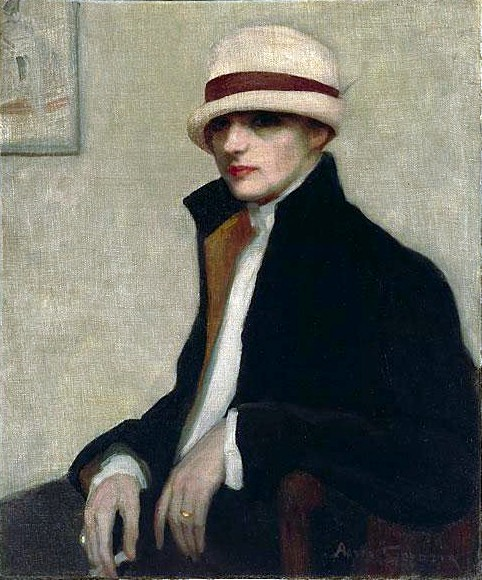
La parigina
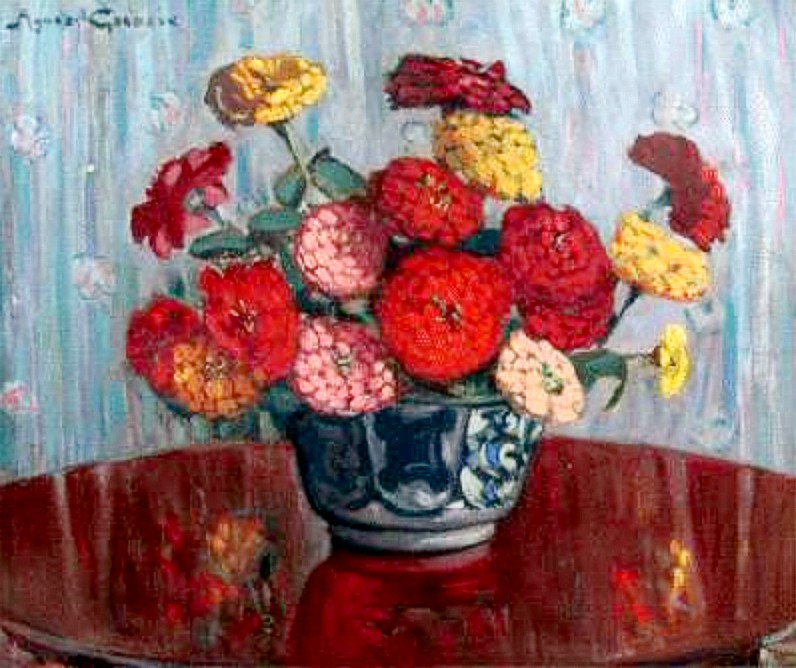
Zinnie
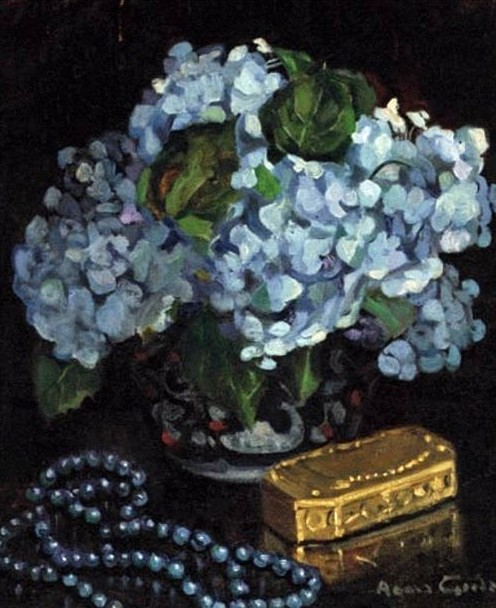
Ortensie